# Gare de Saint-Didier-sur-Arroux
La gare de Saint-Didier-sur-Arroux est une gare ferroviaire française disparue de la ligne de Nevers à Chagny, située sur la commune de Saint-Didier-sur-Arroux, dans le département de la Saône-et-Loire, en région Bourgogne-Franche-Comté.
Elle est mise en service en 1867 par la Compagnie des chemins de fer de Paris à Lyon et à la Méditerranée (PLM) et désaffectée en 1952. Le bâtiment a disparu et il demeure seulement une trace des quais.

## Situation ferroviaire

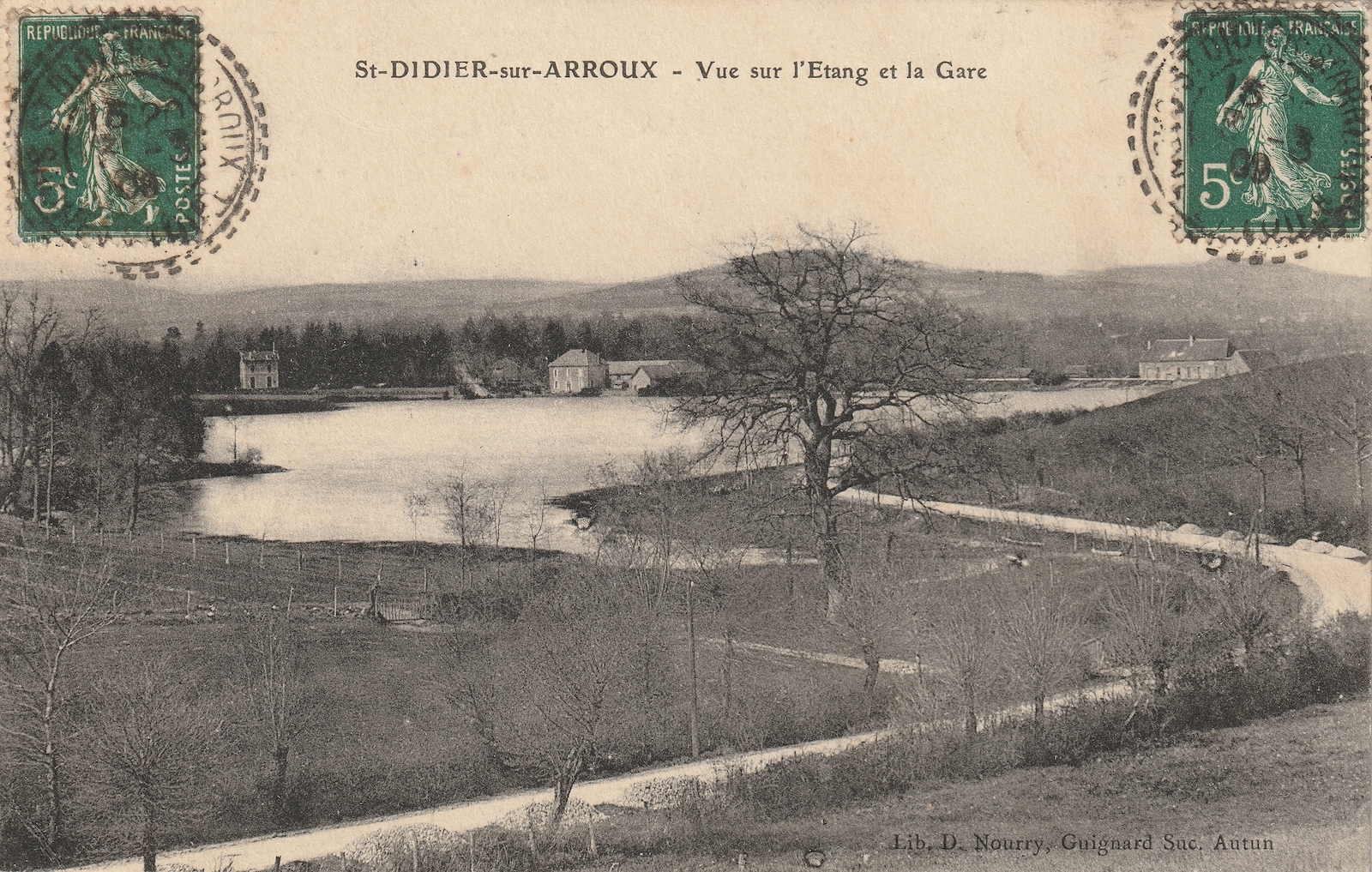
Carte postale de 1909, vue sur l'étang. La gare est le premier bâtiment sur la gauche.

Établie à 300 mètres d'altitude, la gare de Saint-Didier-sur-Arroux est située au point kilométrique (PK) 98,072 de la ligne de Nevers à Chagny, entre la gare ouverte de Luzy et celle ouverte d'Étang-sur-Arroux. En direction de Luzy, s'intercale la gare fermée de Millay. Saint-Didier est la première gare passée après la frontière avec la Nièvre.
La gare comptait trois voies.
La gare est isolée, éloignée de 2 km du bourg, au sud, et à quelques kilomètres du bourg de Poil (Nièvre), au nord. Elle est située en bordure de l'étang de Bousson, de 87 hectares, et de l'autre côté à l'orée d'un petit bois.

## Histoire
La gare de Saint-Didier-sur-Arroux est mise en service le 16 septembre 1867 par la Compagnie des chemins de fer de Paris à Lyon et à la Méditerranée (PLM), lorsqu'elle ouvre à l'exploitation la section de Cercy-la-Tour à Montchanin, de sa ligne de Nevers à Chagny.
Le portail web patrimonial du Parc naturel régional du Morvan indique que le chemin de fer est « un axe stratégique pour l'industrie comme pour les passagers : [...] il déssert les usines du Creusot, et fait la liaison avec le PLM (Paris-Lyon-Marseille) à Chagny ». Le livre d'or de la commune de Saint-Didier, un récit collectif conservé par la municipalité, raconte l'importance de la gare dans l'industrie et l'élevage de bovins ; il évoque le développement de commerces autour de la gare, des expéditions de bestiaux pour approvisionner les boucheries de Paris et Lyon et des expéditions de bois.
Durant ses dernières années d'activité, la gare sert de débouché à la réouverture de la carrière de manganèse par la Société de manganèse de Saint-Prix, à la Boula. Le Livre d'or situe à 1948 l'année de fondation d'une usine de traitement à proximité de la gare : « De la carrière, le manganèse est amené par camion à l’usine où il subit diverses transformations selon l’emploi auquel il est destiné. Le manganèse pur ou bien mélangé à de la sciure de bois est chargé directement sur wagon à l’aide de trémies. » La carrière et l'usine (aujourd'hui rasée) seront fermés au cours des années 1990,.
La gare est fermée en 1952 ; celle de Millay à proximité l'est dans le même temps.

## Patrimoine ferroviaire
Le bâtiment de la gare a été détruit, seul subsistent des traces des quais. Il est situé à proximité de la route de la Gare, route départementale 114. Le site historique ne fait l'objet d'aucun plan de conservation.